# Beringomyia prava
Beringomyia prava är en tvåvingeart som först beskrevs av Alexander 1940.  Beringomyia prava ingår i släktet Beringomyia och familjen småharkrankar. Inga underarter finns listade i Catalogue of Life.